# Habitatge al carrer Major, 78 (l'Hospitalet de Llobregat)
L'Habitatge al carrer Major, 78 és una obra de l'Hospitalet de Llobregat (Barcelonès) inclosa a l'Inventari del Patrimoni Arquitectònic de Catalunya.

## Descripció
Casa entre mitgeres de planta baixa i pis amb teulada a una vessant sobre la façana, arrebossada. A la planta baixa, el mal estat de l'arrebossat deixa veure la construcció de pedres irregulars, mal tallades i enganxades amb argamassa, contrastant amb les grans pedres de les llindes i les dovelles que formen els muntants de les finestres i el balcó. La porta és un arc de mig punt rebaixat adovellat. La teulada és de teula àrab i sobresurt un ràfec per desaiguar sobre la façana.

## Història
Construcció datada a finals del segle xviii, que correspon a un moment d'esplendor de l'Hospitalet. Per primera vegada s'havia superat l'agricultura de subsistència i es començava a exportar. Hi ha un petit nombre de propietaris i una majoria de petits arrendataris escampats per La Marina. La població es completava amb els botiguers i artesans que s'instal·laren al carrer Major i, per primera vegada, amb un metge i un apotecari. Aquesta casa és de les poques que han restat d'aquell moment al carrer Major.